# Oxysulfure de lanthane
L'oxysulfure de lanthane est un composé de l'oxygène, du soufre et du lanthane, de formule La2O2S.

## Préparation
On calcine du sulfate de lanthane(III) (en) sous flux d'oxygène à 750 °C :
La2(SO4)3 + O2 → La2O3·SO3 + 2 SO3,
puis on réduit à chaud le produit résultant sous flux d'hydrogène :
La2O3·SO3 + 4 H2 → La2O2S + 4 H2O

## Propriétés
Dans des conditions normales de température et de pression, l'oxysulfure de lanthane forme des cristaux hexagonaux blanc jaunâtre de masse volumique 5,77 g/cm3, qui fondent à 1 940 °C.